# راجر ریول
راجر ریول (انگلیسی: Roger Revelle)؛ (زاده: ۷ مارس ۱۹۰۹ - درگذشته: ۱۵ ژوئیه ۱۹۹۱) دانشمند در زمینه گرمایش جهانی و مردم‌زاد و اهل ایالات متحده آمریکا بود. او درسالهای شکل‌گیری دانشگاه کالیفرنیا، سن دیگو جزو اولین دانشمندانی بود که به مقوله گرمایش زمین و مردم‌زاد پرداخت. اولین کالج سن دیگو به به افتخار و یادبود او نامگذاری شد.

## زندگی‌نامه
راجر ریول در سیاتل، واشینگتن متولد شد، پدرش ویلیام راجر ریول و مادرش الا دوگان بود. یول در جنوب کالیفرنیا رشد کرد و از کالج پومونا در سال ۱۹۲۹ در رشته زمین‌شناسی فارغ‌التحصیل شد و سپس دکترای خود را دررشته اقیانوس‌شناسی از دانشگاه کالیفرنیا، برکلی در سال ۱۹۳۶ دریافت نمود.

## جوایز
وی برندهٔ جوایزی همچون مدال الکساندر اگسیز، نشان ملی علوم و جایزه بالزان شده‌است.